# Svätuš
Svätuš (bis 1948 slowakisch Sentuš; ungarisch Szenteske – bis 1907 Szentes) ist eine Gemeinde im äußersten Osten der Slowakei mit 97 Einwohnern (Stand 31. Dezember 2024), die zum Okres Sobrance, einem Kreis des Košický kraj, gehört.

## Geographie
Die Gemeinde befindet sich im Osten des Ostslowakischen Tieflands, im Einzugsgebiet des Uh. Das Ortszentrum liegt auf einer Höhe von 105 m n.m. und ist 11 Kilometer von Sobrance entfernt.
Nachbargemeinden sind Porostov im Norden und Nordosten, Kristy im Osten und Südosten, Tašuľa im Süden, Bežovce im Südwesten und Blatná Polianka im Westen und Nordwesten.

## Geschichte

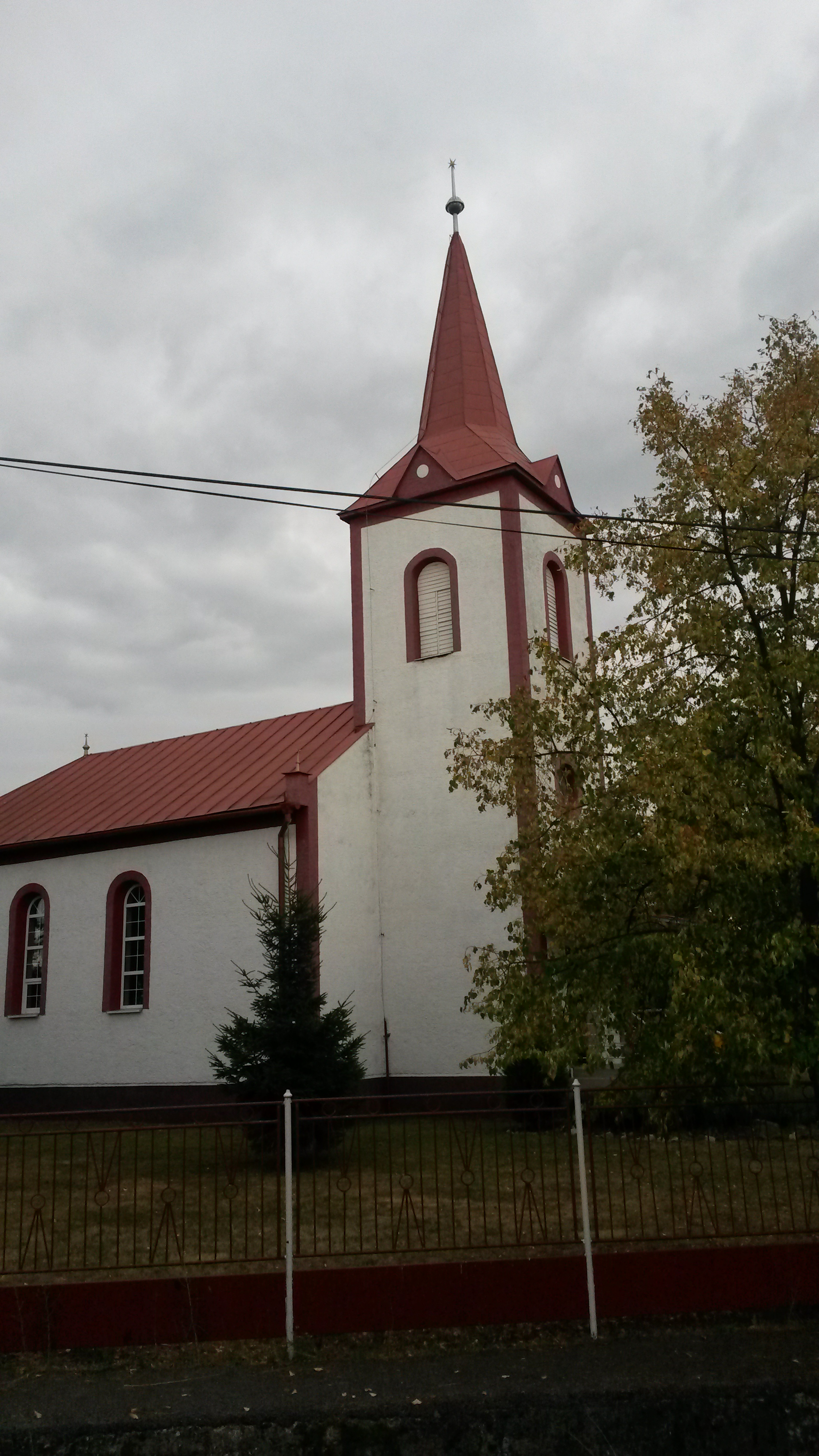
Reformierte Kirche im Ort

Svätuš wurde zum ersten Mal 1386 als Zenthushaza schriftlich erwähnt, weitere historische Bezeichnungen sind unter anderen Zenteske (1520) und Sentuš (1808). Das Dorf war Besitz des Landadels, namentlich der Familie Kapanay, sowie der Familie Mokcsay im 18. Jahrhundert.
1715 gab es drei Ansiedlungen, 1828 zählte man 29 Häuser und 192 Einwohner.
Bis 1918/1919 gehörte der im Komitat Ung liegende Ort zum Königreich Ungarn und kam danach zur Tschechoslowakei beziehungsweise heute Slowakei. In der Zeit der ersten tschechoslowakischen Republik waren die Einwohner weiterhin als Landwirte beschäftigt. Als Folge des Slowakisch-Ungarischen Kriegs war der Ort von 1939 bis 1944 noch einmal Teil Ungarns. Nach dem Zweiten Weltkrieg wurde 1958 die örtliche Einheitliche landwirtschaftliche Genossenschaft (Abk. JRD) gegründet, ein Teil der Einwohner pendelte zur Arbeit in Industriebetriebe in Košice (dort insb. in den Ostslowakischen Stahlwerken).

## Bevölkerung
| Jahr                | 1994 | 2004     | 2014    | 2024     |
| ------------------- | ---- | -------- | ------- | -------- |
| Anzahl der Personen | 148  | 119      | 113     | 97       |
| Unterschied         |      | −19,59 % | −5,04 % | −14,15 % |

| Jahr                | 2023 | 2024    |
| ------------------- | ---- | ------- |
| Anzahl der Personen | 96   | 97      |
| Unterschied         |      | +1,04 % |

Nach der Volkszählung 2011 wohnten in Svätuš 111 Einwohner, davon 109 Slowaken und ein Magyare. Ein Einwohner machte keine Angabe zur Ethnie.
77 Einwohner bekannten sich zur reformierten Kirche, 12 Einwohner zur römisch-katholischen Kirche, acht Einwohner zu den Zeugen Jehovas, sieben Einwohner zur griechisch-katholischen Kirche, drei Einwohner zu den Siebenten-Tags-Adventisten und ein Einwohner zur orthodoxen Kirche. Zwei Einwohner waren konfessionslos und bei einem Einwohner wurde die Konfession nicht ermittelt.

## Bauwerke
- reformierte Kirche

## Verkehr
Durch Svätuš führt die Cesta III. triedy 3743 („Straße 3. Ordnung“) von Kristy heraus und weiter nach Blatná Polianka, Veľké Revištia, Závadka (Anschluss an die Cesta I. triedy 19 („Straße 1. Ordnung“)) und Jovsa.